# Гедеонов, Лев Иванович
Лев Иванович Гедео́нов (1916—1996) — российский учёный, один из основателей советской радиоэкологии.

## Биография
Родился 7 августа 1916 года в Смоленске в семье врачей.
В 1935 году с отличием окончил среднюю школу в Луге  и физический факультет ЛГУ (1940).
С 1940 года преподаватель в Мордовском государственном педагогическом институте.
С октября 1941 года в РККА, командир огневого взвода и командир батареи, Калининский и 2-й Белорусский фронты.
После демобилизации (1946) работал в Радиевом институте: старший лаборант, младший научный сотрудник, старший научный сотрудник, начальник лаборатории, научный сотрудник.
Научные интересы — радиоактивность окружающей среды.
Семья: жена, дочь.

## Признание
- Сталинская премия третьей степени (1953) — за радиохимические работы, связанные с испытанием изделия РДС-6с (участие в разработке методов определения кумулятивных выходов осколочных радионуклидов при делении урана и плутония)
- два ордена Отечественной войны I степени (20.4.1945; 6.11.1985)
- орден Отечественной войны II степени (31.3.1945)
- орден Красной Звезды (4.11.1944)
- медали